# لغة كفين
كفين هي لغة فينية بلطيقية يتحدث بها شعب كفين في شمال النرويج. لأسباب سياسية وتاريخية تم وضعها عام 2005 كلغة أقليات في إطار الميثاق الأوروبي للغات الإقليمية أو لغات الأقليات. ومع ذلك، ينظر إليها لغوياً على أنها لهجة مفهومة من اللغة الفنلندية.